# Duncan Jones
Duncan Zowie Haywood Jones (Bromley, 1971. május 30. –) BAFTA-díjas brit rendező, forgatókönyvíró és producer. 
Ismertebb filmjei a Hold (2009) – amellyel BAFTA-díjat nyert –, a Forráskód (2011) és a Warcraft: A kezdetek (2016).

## Élete és pályafutása
Duncan Zowie Haywood Jones néven született Bromley-ban (Egyesült Királyság), 1971. május 30-án. Apja David Bowie, anyja Angie Bowie modell.

## Filmográfia
| Év   | Magyar cím           | Eredeti cím   | Feladatkör | Feladatkör | Megjegyzések                    |
| Év   | Magyar cím           | Eredeti cím   | Rendező    | Író        | Megjegyzések                    |
| ---- | -------------------- | ------------- | ---------- | ---------- | ------------------------------- |
| 2002 |                      | Whistle       | Igen       | Igen       | rövidfilm                       |
| 2009 | Hold                 | Moon          | Igen       | Sztori     |                                 |
| 2011 | Forráskód            | Source Code   | Igen       | Nem        |                                 |
| 2016 | Warcraft: A kezdetek | Warcraft      | Igen       | Igen       | társíró: Charles Leavitt        |
| 2018 | A néma               | Mute          | Igen       | Igen       | társíró: Michael Robert Johnson |
| 2025 |                      | Rogue Trooper | Igen       | Igen       |                                 |